# Ciocârlia, Constanța
Ciocârlia là một xã thuộc hạt Constanța, România. Dân số thời điểm năm 2002 là 3041 người.